# Polyoximetylen

Kemisk strukturformel för polyoximetylen.

Polyoximetylen (POM) är en polymer och en elastisk termoplast. Alternativa namn polyformaldehyd eller acetalplast, då polymeren är uppbyggd av acetalgrupper. Handelsnamn är Acetal, Polyacetal, Delrin, Hostaform, Kepital  och Tenac.

## Egenskaper
- Densitet 1 400-1 500 kg/m3
- Smältpunkt (tm) 175 °C (homopolymer) 165 °C (copolymer)
- Tg ca -85 °C
- Flampunkt 375 °C. Självantänder, ej självslocknande
- Ogenomskinlig [1]
- Hög värmetålighet [1]
- God hållfasthet [1]
- Låg friktion [1]

Polyoximetylen är inte UV-resistent, och bör därför inte användas i miljöer där långvarigt solljus förekommer. Det är även olämpligt för varmvattenarmaturer, eftersom det är känsligt för varmt vatten.
Acetalplast förekommer som homopolymer och copolymer. Homopolymeren har bättre mekaniska egenskaper under kort tid, copolymeren har bättre egenskaper under lång tid plus bättre beständighet mot varmvatten.

## Tillverkning
Vid skärande bearbetning är POM kortspånig och lämpar sig därför väl för bearbetning i automatmaskiner. Materialet kan varmbockas och svetsas med ultraljud och friktion, men är svårt att limma. Går bra att formspruta och dra till tråd och stångprofiler. Kan som råmaterial levereras i form av skivor. Efter betning kan POM-detaljer övermålas med de flesta färgtyper. 

## Användning
Polyoximetylen  används bland annat till kugghjul, lager, snäpplås (på grund av mycket bra fjädring), rullar, gångjärn, flöjter och gitarrplektrum.
Konstruktioner där flera POM-detaljer glider mot varandra är olämpliga, eftersom delarna då kan hugga fast i varandra på grund av friktionssvetsning. I en kuggväxel med icke-ideal kuggprofil, där kraftöverföringen inte sker med rullning hela arbetscykeln, kan inte båda hjulen vara tillverkade av POM. Gångjärn av POM får inte användas hårt belastat i kontinuerlig drift så länge att glidytorna blir varma, för då finns risk för huggning genom friktionssvetsning.

## Hälsa
Amerikanska Food and Drug Administration (FDA) har godkänt POM för användning vid livsmedelhantering.